# Barcelona Open 2019 - Qualificazioni singolare
Le qualificazioni del singolare del Barcelona Open 2019 sono state un torneo di tennis preliminare per accedere alla fase finale della manifestazione. I vincitori dell'ultimo turno sono entrati di diritto nel tabellone principale. In caso di ritiro di uno o più giocatori aventi diritto a questi sono subentrati i lucky loser, ossia i giocatori che hanno perso nell'ultimo turno ma che avevano una classifica più alta rispetto agli altri partecipanti che avevano comunque perso nel turno finale.

## Teste di serie
1. Diego Schwartzman (qualificato)
2. Federico Delbonis (qualificato)
3. Hugo Dellien (qualificato)
4. Albert Ramos Viñolas (qualificato)
5. Nicolás Jarry (ultimo turno, lucky loser)
6. Guido Andreozzi (ultimo turno, lucky loser)

1. Pablo Andújar (ritirato)
2. Daniel Evans (primo turno)
3. Andrey Rublev (primo turno)
4. Roberto Carballés Baena (ultimo turno, lucky loser)
5. Denis Istomin (primo turno)
6. Pedro Sousa (qualificato)

## Qualificati
1. Diego Schwartzman
2. Federico Delbonis
3. Hugo Dellien

1. Albert Ramos Viñolas
2. Marcel Granollers
3. Pedro Sousa

### Lucky loser
1. Nicolás Jarry
2. Guido Andreozzi

1. Roberto Carballés Baena

## Tabellone

### Legenda
| - Q = Qualificato - WC = Wild card - LL = Lucky loser | - ALT = Alternate - SE = Special Exempt - PR = Protected Ranking | - w/o = Walkover - r = Ritirato - d = Squalificato |

### Sezione 1
|  | Primo turno | Primo turno             | Primo turno             | Primo turno | Primo turno |  |  | Ultimo turno | Ultimo turno            | Ultimo turno            | Ultimo turno | Ultimo turno |  |
|  |             |                         |                         |             |             |  |  |              |                         |                         |              |              |  |
|  | 1           | Diego Schwartzman       | Diego Schwartzman       | 6           | 6           |  |  |              |                         |                         |              |              |  |
|  |             | Jozef Kovalík           | Jozef Kovalík           | 4           | 4           |  |  | 1            | Diego Schwartzman       | Diego Schwartzman       | 6            | 6            |  |
|  | Alt         | Pedro Martínez          | Pedro Martínez          | 5           | 1           |  |  | 10           | Roberto Carballés Baena | Roberto Carballés Baena | 4            | 4            |  |
|  | 10          | Roberto Carballés Baena | Roberto Carballés Baena | 7           | 6           |  |  |              |                         |                         |              |              |  |

### Sezione 2
|  | Primo turno | Primo turno            | Primo turno            | Primo turno | Primo turno |  |  | Ultimo turno | Ultimo turno           | Ultimo turno           | Ultimo turno | Ultimo turno |  |
|  |             |                        |                        |             |             |  |  |              |                        |                        |              |              |  |
|  | 2           | Federico Delbonis      | Federico Delbonis      | 7           | 6           |  |  |              |                        |                        |              |              |  |
|  |             | Thiago Monteiro        | Thiago Monteiro        | 64          | 3           |  |  | 2            | Federico Delbonis      | Federico Delbonis      | 6            | 6            |  |
|  |             | Guillermo García López | Guillermo García López | 6           | 6           |  |  |              | Guillermo García López | Guillermo García López | 3            | 0            |  |
|  | Alt         | Carlos Berlocq         | Carlos Berlocq         | 4           | 3           |  |  |              |                        |                        |              |              |  |

### Sezione 3
|  | Primo turno | Primo turno      | Primo turno | Primo turno | Primo turno |  |  | Ultimo turno | Ultimo turno  | Ultimo turno  | Ultimo turno | Ultimo turno |  |
|  |             |                  |             |             |             |  |  |              |               |               |              |              |  |
|  | 3           | Hugo Dellien     | 63          | 7           | 7           |  |  |              |               |               |              |              |  |
|  |             | Grégoire Barrère | 7           | 63          | 63          |  |  | 3            | Hugo Dellien  | Hugo Dellien  | 6            | 6            |  |
|  |             | Antoine Hoang    | 5           | 7           | 7           |  |  |              | Antoine Hoang | Antoine Hoang | 4            | 4            |  |
|  | 9           | Andrey Rublev    | 7           | 64          | 64          |  |  |              |               |               |              |              |  |

### Sezione 4
|  | Primo turno | Primo turno                 | Primo turno                 | Primo turno | Primo turno |  |  | Ultimo turno | Ultimo turno                | Ultimo turno                | Ultimo turno | Ultimo turno |  |
|  |             |                             |                             |             |             |  |  |              |                             |                             |              |              |  |
|  | 4           | Albert Ramos Viñolas        | Albert Ramos Viñolas        | 6           | 7           |  |  |              |                             |                             |              |              |  |
|  |             | Alexei Popyrin              | Alexei Popyrin              | 2           | 64          |  |  | 4            | Albert Ramos Viñolas        | Albert Ramos Viñolas        | 7            | 7            |  |
|  | WC          | Alejandro Davidovich Fokina | Alejandro Davidovich Fokina | 6           | 6           |  |  | WC           | Alejandro Davidovich Fokina | Alejandro Davidovich Fokina | 5            | 5            |  |
|  | 11          | Denis Istomin               | Denis Istomin               | 4           | 4           |  |  |              |                             |                             |              |              |  |

### Sezione 5
|  | Primo turno | Primo turno       | Primo turno | Primo turno | Primo turno |  |  | Ultimo turno | Ultimo turno      | Ultimo turno | Ultimo turno | Ultimo turno |  |
|  |             |                   |             |             |             |  |  |              |                   |              |              |              |  |
|  | 5           | Nicolás Jarry     | 6           | 3           | 7           |  |  |              |                   |              |              |              |  |
|  | WC          | Tseng Chun-hsin   | 4           | 6           | 65          |  |  | 5            | Nicolás Jarry     | 7            | 5            | 4            |  |
|  |             | Marcel Granollers | 6           | 4           | 7           |  |  |              | Marcel Granollers | 63           | 7            | 6            |  |
|  | 8           | Daniel Evans      | 3           | 6           | 5           |  |  |              |                   |              |              |              |  |

### Sezione 6
|  | Primo turno | Primo turno           | Primo turno | Primo turno | Primo turno |  |  | Ultimo turno | Ultimo turno    | Ultimo turno    | Ultimo turno | Ultimo turno |  |
|  |             |                       |             |             |             |  |  |              |                 |                 |              |              |  |
|  | 6           | Guido Andreozzi       | 3           | 6           | 7           |  |  |              |                 |                 |              |              |  |
|  | WC          | Tommy Robredo         | 6           | 3           | 64          |  |  | 6            | Guido Andreozzi | Guido Andreozzi | 4            | 2            |  |
|  | WC          | Carlos Alcaraz Garfia | 7           | 3           | 1           |  |  | 12           | Pedro Sousa     | Pedro Sousa     | 6            | 6            |  |
|  | 12          | Pedro Sousa           | 65          | 6           | 6           |  |  |              |                 |                 |              |              |  |